# IRF struktura
IRF struktura bývá označována jako základ dialogického vyučování. Její název je odvozen z počátečních písmen složek Iniciace – Replika – Feedback. Jedná se o rozhovor mezi učitelem a žákem, učitel tento rozhovor započne otázkou, na kterou žák odpoví a učitel žákovu odpověď zhodnotí, čímž dialog ukončí. Struktura IRF je nejběžnějším komunikačním schématem, který ve výuce nastává, a na kterém se podílejí i žáci, přičemž nezáleží na národu, jazyku ani školské organizaci ani věku žáků.
Jako první se o komunikační struktuře vyučování zmínil Hugh Mehan (1979), který ji nazval IRE strukturou. Paralelně s ním, ale podobný princip popisují i jiní autoři, například Sinclair a Coulthard, kteří tuto strukturu již označují jako IRF strukturu.

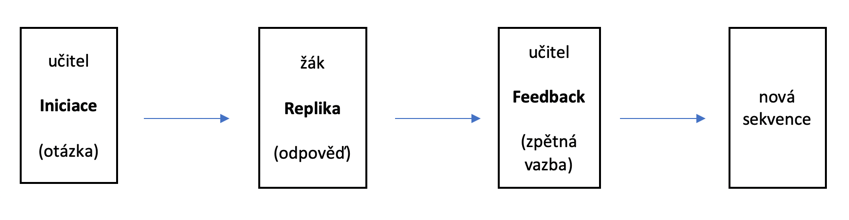
Schéma IRF struktury

Komunikace mezi učitelem a žákem se skládá ze sekvencí, které jsou složeny ze 3 členů:
Iniciace (initiation)
Iniciace je nějaký podnět, kterým učitel začíná komunikovat se žáky, v pedagogické komunikaci to nejčastěji bývá učitelova otázka, kterou spouští žákovu reakci.
Replika (response)
Replika je žákova odpověď na učitelovu otázku.
Feedback
Feedback, případně evaluace, je učitelova zpětná vazba k žákově odpovědi. Učitel zhodnotí žákovu repliku. Při kladné zpětné vazbě učitel sekvenci uzavře a otevře novou, pokud je zpětná vazba negativní, učitel často iniciaci zopakuje ve zjednodušené podobě, čímž dojde k tzv. rozšířené IRF struktuře. Každá IRF struktura tak vrcholí pozitivní evaluací učitele.

## Příklad
Příkladem pro IRF strukturu je článek zveřejněný Hughem Mehanem „Kolik je hodin, Denisi?
Ukázka 1
A: „Kolik je hodin, Denisi?“
B: „14:30.“
A: „Děkuji, Denisi.“
Takto vypadá běžný rozhovor, kdy jedna osoba potřebuje zjistit informaci, kterou jí může sdělit druhý člověk.
Ukázka 2
A: „Kolik je hodin, Denisi?“
B: „14:30.“
A: „Správně, Denisi.“
Druhá ukázka se od první liší ve zpětné vazbě, kdy tázající se osoba hodnotí odpověď respondenta. Tazatel zná správnou odpověď.